# Whitewashing

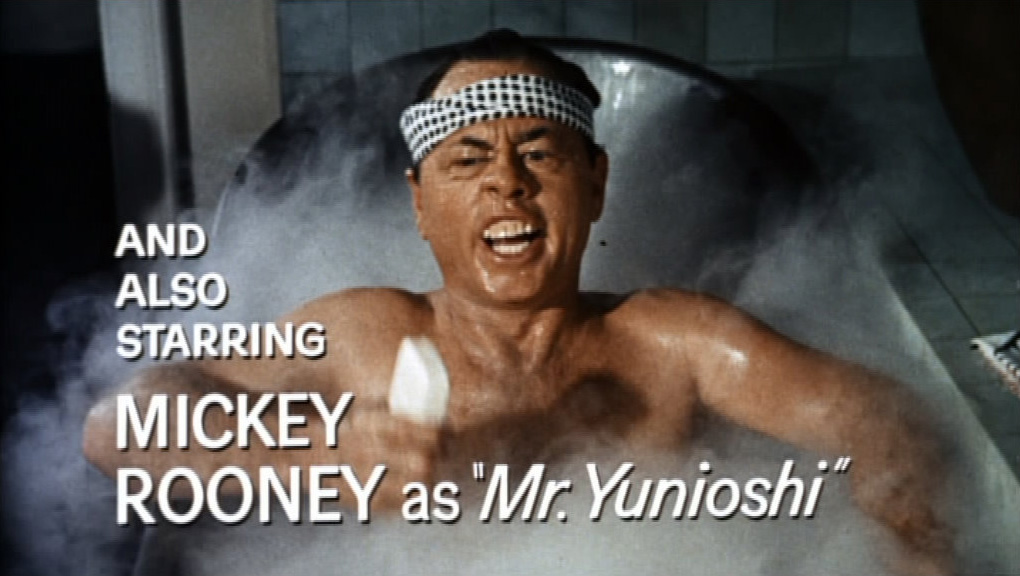
Un esempio di whitewashing: l'attore caucasico Mickey Rooney ha interpretato il personaggio asiatico Yunioshi nel film Colazione da Tiffany (1961)

Il whitewashing è una pratica dell'industria cinematografica in cui un attore caucasico ottiene il ruolo di un personaggio storicamente di un'altra etnia col fine di renderlo più appetibile al grande pubblico, distorcendo la storia ed elevando così l'etnia caucasica al di sopra delle altre.

## Storia
Fenomeno avvenuto principalmente nel 1900, con alcune reiterazioni nei decenni successivi. Attori di varie etnie non mancavano nell'industria del cinema, ma venivano relegati a ruoli minori, come personaggi ridicoli o marginali.
Alcuni esempi che hanno attirato polemiche negli Stati Uniti su questa pratica sono la scelta di David Carradine per interpretare il monaco shaolin protagonista della serie televisiva Kung Fu al posto di Bruce Lee, Johnny Depp in The Lone Ranger per interpretare il personaggio nativo americano Tonto; Benedict Cumberbatch in Into Darkness - Star Trek per interpretare Kahn, un personaggio indiano; Scarlett Johansson per il ruolo del personaggio giapponese Motoko Kusanagi in Ghost in the Shell; e il quasi intero casting dei film Prince of Persia - Le sabbie del tempo, L'ultimo dominatore dell'aria, Exodus - Dei e re, Gods of Egypt e Death Note - Il quaderno della morte. Nel 2017 anche il film di Damien Chazelle La La Land, premiato con sei Oscar e sette Golden Globe, fu da diversi commentatori accusato di whitewashing.

## Ruolo dei dirigenti
La BBC ha affermato nel 2015: "La pratica di affidare ruoli non bianchi ad attori bianchi è ancora diffusa a Hollywood, nonostante le diffuse condanne e proteste". Un rapporto del 2013 ha mostrato che il 94% dei dirigenti cinematografici era bianco e che le persone non bianche erano sottorappresentate come registi e attori. La BBC ha esplorato due ragioni alla base di questa pratica di casting: il razzismo istituzionale e la convinzione che attori bianchi noti attraggano più pubblico e massimizzino i profitti. Tom Rothman, presidente del Sony Pictures Motion Picture Group, ha affermato: "Credo che ci sia una certa forza e memoria istituzionale là fuori... Penso che l'industria stia migliorando, ma sono certamente d'accordo con chi dice che non siamo andati abbastanza lontano abbastanza velocemente".
Jeffery Mio, autore di Multicultural Psychology: Understanding Our Diverse Communities, ipotizza che l'industria cinematografica, prevalentemente bianca, assuma persone con background simili. Mio ha affermato, a proposito della logica secondo cui vengono scelti solo gli attori più qualificati, "Questa è la tesi sostenuta da registi e direttori del casting, ma molte volte gli attori etnici ci diranno che quando dicono che stiamo semplicemente scegliendo l'attore migliore, intendono che stiamo scegliendo i nostri amici o persone a cui siamo abituati". Craig Detweiler, professore di storia del cinema alla Pepperdine University, ha affermato: "C'è [sic] una carenza di star afroamericane, asiatiche e latine. Nonostante la politica progressista di Hollywood, le sue decisioni in materia di casting appaiono notevolmente retrograde". Nel 2010, TheWrap ha attribuito la mancanza di diversità razziale al razzismo istituzionale e alla mancanza di attori di colore di valore, e che il whitewashing in film come Prince of Persia: Le sabbie del tempo e L'ultimo dominatore dell'aria ha aggravato la questione.

## Aspetti del business
Riguardo al casting di attori bianchi per massimizzare i profitti, David White, direttore esecutivo nazionale del sindacato degli attori SAG-AFTRA, ha affermato che attori neri popolari come Will Smith, Denzel Washington e David Oyelowo hanno confutato la logica del casting. Il professore associato di telecomunicazioni Andrew J. Weaver ha affermato: "A Hollywood si dà per scontato che i bianchi evitino film con cast a maggioranza nera, o qualsiasi cast razziale, peraltro. Si vede questo whitewashing dei film: anche i film che hanno personaggi di minoranza scritti al loro interno vengono affidati a bianchi". Il professore di cinema Mitchell W. Block ha affermato che gli studi hanno aderito alle norme di casting come una questione di pratica commerciale per attrarre investitori e produttori.
Il regista Ridley Scott ha affermato che senza il casting di attori famosi, il suo film epico biblico del 2014 Exodus - Dei e re non sarebbe mai stato realizzato, affermando: "Non posso mettere in scena un film con questo budget... e dicendo che il mio attore principale è Mohammad tal dei tali... Semplicemente non otterrò finanziamenti". USA Today ha osservato che con film come Colazione da Tiffany (1961), A Mighty Heart - Un cuore grande (2007) e Pan - Viaggio sull'isola che non c'è (2015), "Gli attori bianchi continuano a essere al primo posto nelle decisioni per i ruoli di prim'ordine, nonostante la sottorappresentazione delle persone di colore a livello di recitazione, regia e produzione".

## Campagne anti-whitewashing
I gruppi di controllo dei media (spesso definiti "media monitoring", ossia società che offrono servizi di monitoraggio e analisi dei media) hanno chiesto rappresentazioni più autentiche sullo schermo, contestando decisioni di casting come quella dell'attore Johnny Depp nei panni di un nativo americano in The Lone Ranger (2013). Con i film provenienti dagli Stati Uniti che ricevono promozione in mercati più globali, questi gruppi sostengono ruoli che rappresentino la diversità del pubblico, che cerca maggiore autenticità. David White di SAG-AFTRA ha obiettato all'opposizione  di questi gruppi al casting di attori bianchi per ruoli non bianchi: "Le leggi impongono che la razza di una persona non faccia parte dei requisiti per un lavoro", ma ha riconosciuto che c'era una mancanza di diversità nei ruoli disponibili. Il professore di diritto John Tehranian ha affermato: "Certo, non c'è nulla di intrinsecamente sbagliato nel casting indifferente alla razza, finché funziona in entrambi i sensi. Ma in realtà, non è mai successo; raramente si vede, ad esempio, un attore afroamericano, latino o asiatico scelto per interpretare un personaggio bianco".
Nel 2016, il movimento sui social media #StarringJohnCho, creato da William Yu, è diventato di tendenza su Twitter con immagini ritoccate di John Cho su poster di film popolari. Ciò ha scatenato una discussione sul whitewashing dei personaggi asiatici nei media e sulla richiesta di attori asioamericani per ruoli principali.

## Whitewashing in pre-produzione
Sono successi casi di whitewashing in pre-produzione, dove attori asiatici, neri o latini erano inizialmente stati scelti per determinati ruoli ma hanno rifiutato o sono stati alla fine scartati lasciando spazio ad attori caucasici oppure casi in cui la sceneggiatura prevedeva un personaggio di etnia non caucasica ma è stato successivamente cancellato o cambiato.

## Nell'arte pittorica
Il whitewashing nell'arte pittorica è la pratica di alterare l'identità razziale di figure storiche e mitologiche nell'arte come parte di un modello più ampio di cancellazione e distorsione delle storie e dei contributi dei non bianchi. Rispecchia i pregiudizi razziali di quei tempi, che continuano ad avere un impatto sulla società odierna. Comprende varie sfaccettature che riflettono i pregiudizi storici.

### Panoramica
Nell'arte occidentale, l'omissione di figure di pelle nera dalla mitologia e dalla storia è stata oggetto di dibattito, esemplificato dalla rappresentazione di Andromeda come bianca nei film Scontro di titani, nonostante la sua rappresentazione originale come una principessa nera dell'Etiopia. Questo fenomeno si estende oltre l'arte, dove il termine "whitewashing" si riferisce al mascheramento o alla minimizzazione di diverse realtà, che spesso porta a una prospettiva bianca predominante. Può distorcere la rappresentazione, potenzialmente trascurando i contributi delle persone di colore e promuovendo una narrazione più monocromatica.

#### Cecità da neve
Nonostante la significativa presenza di persone di colore in Europa risalente almeno al XVI secolo, la loro rappresentazione nella storia dell'arte è spesso distorta o assente. Quando presenti, i corpi neri sono solitamente ritratti in ruoli subordinati, con la loro umanità e individualità spesso completamente negate.
Ad esempio, il ritratto di un africano del Royal Albert Memorial Museum (RAMM) a Exeter è stato erroneamente attribuito a Ignatius Sancho, un abolizionista, scrittore e compositore britannico del Settecento. Questa pratica è chiamata "cecità da neve" (come l'omonima patologia) ed è comune quando si nominano soggetti europei nei ritratti dal XVII secolo in poi, poiché le figure africane che compaiono accanto a loro sono spesso definite "un nero" o "un servo". Inoltre, nella maggior parte dei dipinti storici europei, una figura nera viene utilizzata come elemento di scena o oggetto, esistendo solo per incorniciare e riflettere la presenza bianca. Anche quando i soggetti nere sono raffigurati in abiti eleganti, si tratta spesso di una rappresentazione ingannevole, con le sete e i pizzi elaborati che servono solo come decorazione per mascherare la brutale realtà di una vita da schiavi.
L'attore e autore britannico Paterson Joseph definisce questa pratica razzista e disumanizzante e ha esortato la comunità artistica internazionale a compiere degli sforzi per identificare e nominare queste figure.
Molte istituzioni stanno affrontando questo problema rivalutando le modalità di acquisizione, cura e esposizione delle opere. La storia dei neri in Europa è spesso vista attraverso la lente della schiavitù e del colonialismo.
Secondo la storica dell'arte e curatrice Adrienne L. Childs gli artisti europei erano più propensi a rappresentare figure nere con individualità e dignità, in contrasto con le esagerazioni razziste prevalenti in America durante lo stesso periodo. Tuttavia, queste rappresentazioni erano anche complesse e sfumate a causa di temi sottostanti di oggettivazione, servitù e atteggiamenti gerarchici sulla razza.

### Esempi notevoli

#### Gesù
La rappresentazione di Gesù come un uomo bianco con tratti europei è un evento comune nella storia dell'arte, nonostante fosse un ebreo proveniente dal Medio Oriente. Questa tendenza divenne particolarmente evidente durante il Rinascimento, con opere d'arte famose come l'"Ultima Cena "di Leonardo da Vinci e il "Giudizio universale" di Michelangelo nella Cappella Sistina che lo raffigurano bianco.

#### Regina di Saba

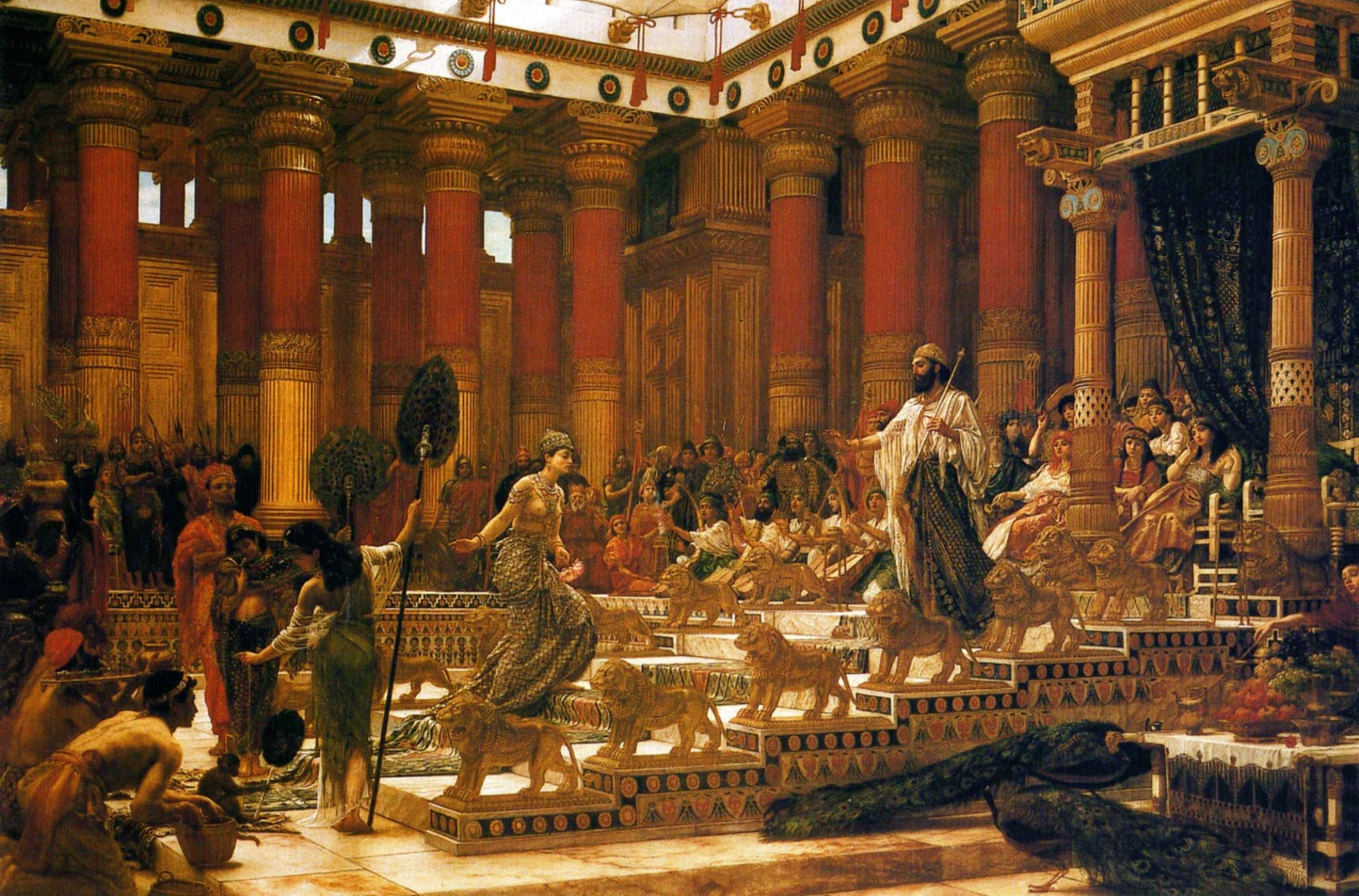
La visita della regina di Saba al re Salomone di Edward Poynter, 1890, Art Gallery del Nuovo Galles del Sud.

La regina di Saba, personaggio significativo nelle storie bibliche e coraniche, è stata spesso raffigurata come una donna bianca nell'arte, soprattutto durante il Rinascimento. Questo rappresenta un distacco dalla sua rappresentazione storica come donna di colore. Questo cambiamento divenne evidente nel Rinascimento, con la sua immagine non solo imbiancata, ma anche sessualizzata. Ciò è visibile in opere d'arte come il dipinto del 1890 di Edward Poynter, "La visita della regina di Saba a re Salomone".

#### Andromeda

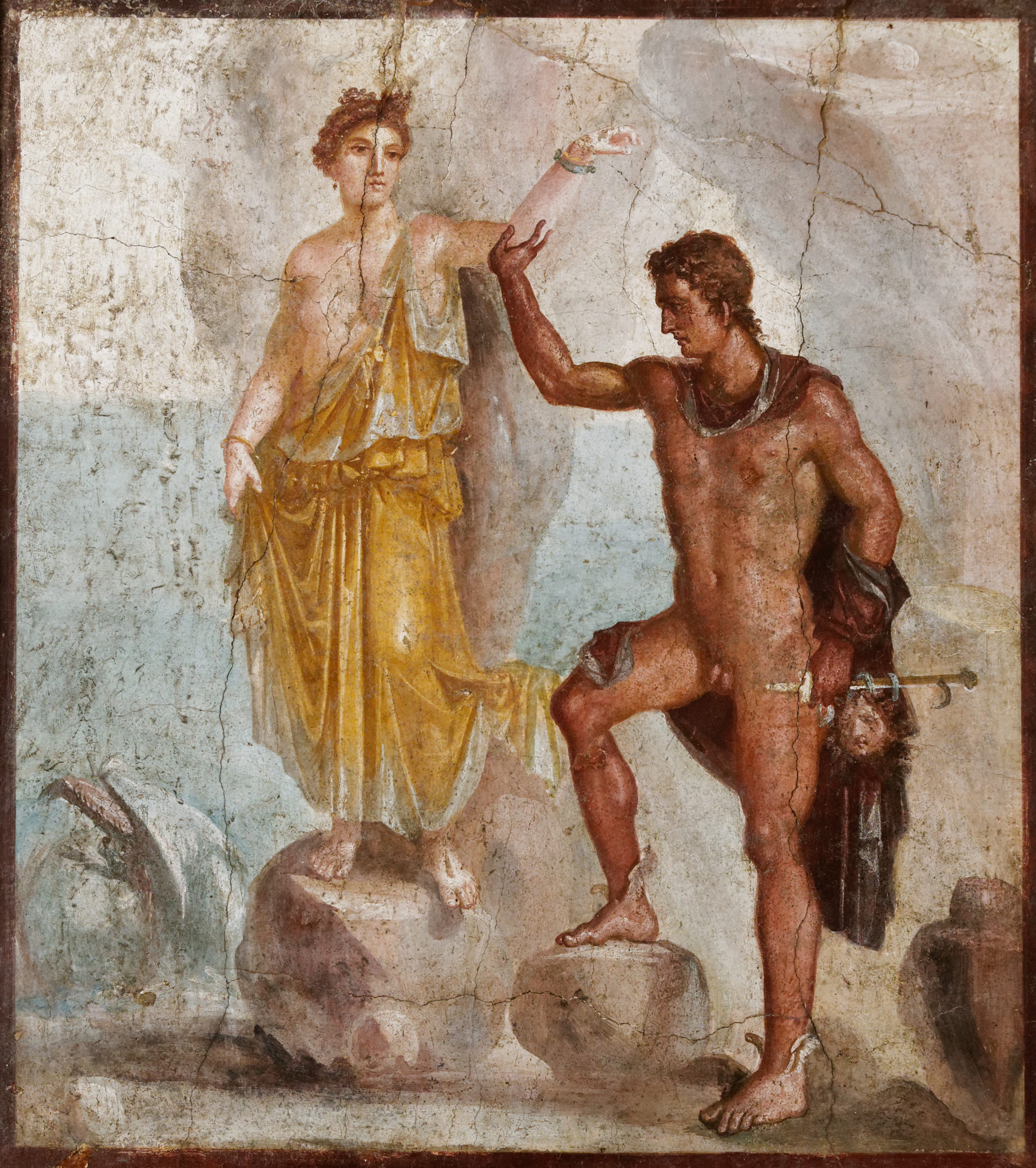
Perseo libera Andromeda dopo aver ucciso Cetus, affresco del I secolo d.C. dalla Casa dei Dioscuri, Pompei.

Andromeda, una principessa etiope della mitologia greca, è stata oggetto di whitewashing nell'arte, in particolare durante il periodo rinascimentale. Storicamente, Andromeda era spesso raffigurata come una principessa nera. Tuttavia, in molte opere d'arte rinascimentali, è ritratta bianca. Ad esempio, nel dipinto di Piero di Cosimo "Liberazione di Andromeda" del 1510, Andromeda è raffigurata più bianca di tutte le figure intorno a lei, tra cui un musicista nero e i suoi genitori, che sono considerevolmente più scuri.

#### Sculture antiche
Contrariamente a quanto si crede, le sculture antiche non erano di marmo nudo, ma erano dipinte in vivaci tonalità di blu, rosso, giallo, marrone e altre. I Romani realizzarono copie di originali greci in bronzo in marmi di diversi colori per aggiungere tono alla pelle. Tuttavia, questo fatto è stato trascurato e la narrazione del marmo bianco come simbolo della bellezza continua a essere raccontata.
Gli scienziati hanno studiato le tracce di pittura, intarsio e foglia oro utilizzate su queste statue e hanno usato tecnologie digitali per ripristinarne la policromia originale. Nonostante queste scoperte, l'immaginario popolare percepisce ancora queste statue come di un bianco candido. Questa percezione è in gran parte dovuta ai valori culturali e all'influenza dello storico dell'arte Johann Joachim Winckelmann, che ha propagato l'idea di un'"Antichità pura, bianco marmo" e ha visto la scultura classica in marmo bianco come l'incarnazione della bellezza ideale.

#### Esempi moderni
Nell'ottobre 2023, il Museo Grévin di Parigi attirò critiche e fu accusato di whitewashing per aver usato un tono troppo chiaro nella raffigurazione della pelle sulla statua di cera di Dwayne Johnson.

### Altri usi del "whitewashing" nell'arte
Nell'ambito dei materiali e delle tecniche artistiche, il termine "whitewash" si riferisce a una pittura bianca opaca utilizzata dagli artisti, comunemente sotto forma di pigmenti minerali come il bianco di zinco e il bianco di titanio. Queste pitture possiedono proprietà distinte e sono impiegate per vari scopi artistici. Il bianco di zinco, ad esempio, presenta una fredda sfumatura blu, mentre il bianco di titanio tende a una tonalità giallastra. L'evoluzione storica delle pitture bianche, come l'uso tradizionale del bianco di piombo, illustra la complessità del raggiungimento della pigmentazione desiderata, pur riconoscendo la potenziale tossicità del materiale. Questa prospettiva artistica sul whitewash si discosta dalle più ampie discussioni sociali e razziali.